# La chica del tambor
La chica del tambor (The Little Drummer Girl) es una novela policíaca  de espionaje del escritor británico John le Carré publicada en 1983. Un año más tarde, fue llevada al cine por George Roy Hill, protagonizada por Diane Keaton y Klaus Kinski.
En 2018, se rodó una miniserie de televisión con el mismo título dirigida por Park Chan-wook, producida por The Ink Factory, AMC Networks, BBC y Endeavor Content, y protagonizada por Florence Pugh, Alexander Skarsgard y Michael Shannon.

## Trama
Martin Kurtz es un espía israelí que trabaja en una agencia clandestina para permitir una negativa plausible a sus superiores. Este recluta a Charlie, una actriz de izquierda radical de Inglaterra, como parte de un elaborado esquema para descubrir el paradero de Khalil, un terrorista palestino. Joseph es el agente encargado de Charlie. El hermano menor de Khalil, Salim, es secuestrado, interrogado y muerto por la unidad de Kurtz. Joseph se hace pasar por Salim y viaja por Europa con Charlie, para que Khalil crea que Charlie y Salim son amantes. Cuando Khalil descubre el caso y se pone en contacto con Charlie, los israelíes descubren su paradero.
Charlie es llevada a unos campos de refugiados palestinos para recibir entrenamiento para que realice un atentado suicida. Ella comienza a simpatizar con la causa palestina, y sus lealtades divididas la llevan al borde del colapso. A Charlie la envían a que ponga una bomba en una conferencia dada por un israelí moderado cuyas propuestas de paz no son del gusto de Khalil. Ella ejecuta la misión bajo la supervisión de los israelíes. Como resultado, Joseph mata a Khalil. Charlie, posteriormente, sufre un colapso mental causado por la tensión de su misión y de sus propias contradicciones internas.

## Crítica
Muchos críticos coinciden en que la obra trasciende el género de la novela de espías. «La chica del tambor es sobre espías», escribió William F. Buckley, en The New York Times, «como Madame Bovary es sobre adulterio o Crimen y castigo sobre crimen».
En 1990 fue incluida en la lista de las cien mejores novelas policíacas de todos los tiempos, elaborada por la Crime Writers' Association y la Mystery Writers of America.